# مثاني (قرآن)
المثاني هي مجموعة من السور تشكل ثالث الأقسام الأربعة للقرآن، وموقعها بعد السبع الطوال، والمئين، وقبل المفصل.

## معنى المثاني
الآيات التي تُتْلى وتُكَرَّرُ  ويكثر قرآتها في الصلاة، وتتكرر القصص والمواعظ فيها .

## ذكر المثاني في القرآن والسنة
- قال الله تعالى : ﴿اللَّهُ نَزَّلَ أَحْسَنَ الْحَدِيثِ كِتَابًا مُتَشَابِهًا مَثَانِيَ تَقْشَعِرُّ مِنْهُ جُلُودُ الَّذِينَ يَخْشَوْنَ رَبَّهُمْ ثُمَّ تَلِينُ جُلُودُهُمْ وَقُلُوبُهُمْ إِلَى ذِكْرِ اللَّهِ ذَلِكَ هُدَى اللَّهِ يَهْدِي بِهِ مَنْ يَشَاءُ وَمَنْ يُضْلِلِ اللَّهُ فَمَا لَهُ مِنْ هَادٍ ۝٢٣﴾[2]
- قال الله تعالى : ﴿وَلَقَدْ آتَيْنَاكَ سَبْعًا مِنَ الْمَثَانِي وَالْقُرْآنَ الْعَظِيمَ ۝٨٧﴾[3]
- قال رسول الله ﷺ : «أعطيتُ مكان التوراة السبعَ، وأعطيتُ مكان الزبور المِئِين، وأعطيتُ مكان الإنجيل المثاني، وفضِّلت بالمفصَّل[4]»

## ما هي المثاني
(المثاني) ، ففيها ثلاثة أقاويل :
- أنها السور التي عني الله فيها القصص والأمثال والفرائض والحدود ،

وهذا قول عبد الله بن عباس وسعيد بن جبير .
- أنها فاتحة الكتاب ، وهو قول الحسن البصري ، قال الراجز :

نشدتكم بمنزل القرآن .. أم الكتاب السبع من مثاني

نثين من آي من القرآن .. والسبع سبع الطول الدواني
- أن المثاني ما ثنيت المائة فيها من السور ، فبلغ عددها مائتي آية

أو ما قاربها، فكأن المائتين لها أوائل، والثاني ثواني .
وقال بعض الشعراء :

حلفت بالسبع اللواتي طولت .. ومائتين بعدها قد أمنت

وبمثاني ثنيت وكررت .. وبالطواسين التي قد ثلثت

وبالحواميم التي قد سبقت .. وبالتفاصيل التي قد فصلت

## السبع المثاني
قيل أن السبع المثاني هي السبع الطوال: البقرة، وآل عمران، والنساء، والمائدة، والأنعام، والأعراف، ويونس، أو الأنفال والتوبة، عند من جعلهما في حكم سورة واحدة.
وقيل أن السبع المثاني هي سورة الفاتحة، وهي سبع آيات في أصح قولي العلماء من دون البسملة، وقد اختار هذا القول ابن جرير وابن كثير؛ لقول النبي ﷺ لأبي سعيد بن المعلى في فضل الفاتحة: «هي السبع المثاني والقرآن العظيم»، وما رواه البخاري أيضا من طريق أبي هريرة أن النبي ﷺ قال: «أم القرآن هي السبع المثاني والقرآن العظيم» (*)، وسميت آيات الفاتحة السبع بالمثاني؛ لأنها تثنى: أي تكرر في ركعات الصلوات فرضا ونفلا.